# Higashiguchi Masaaki
Higashiguchi Masaaki (東口 順昭 (Đông Khẩu Thuận Chiêu) Higashiguchi Masaaki,  sinh ngày 12 tháng 5 năm 1986) là một cầu thủ bóng đá người Nhật Bản hiện tại thi đấu cho Gamba Osaka.

## Sự nghiệp quốc tế
Ngày 23 tháng 7 năm 2015, huấn luyện viên đội tuyển Nhật Bản Vahid Halilhodžić triệu tập anh để tham gia Cúp bóng đá Đông Á 2015. Anh ra mắt trước Trung Quốc, trong trận đấu cuối cùng của giải đấu. Vào tháng 5 năm 2018 anh có tên trong đội hình sơ loại Nhật Bản tham dự Giải vô địch bóng đá thế giới 2018 ở Nga.

## Thống kê sự nghiệp câu lạc bộ
Tính đến 2 tháng 12 năm 2018
| Thành tích câu lạc bộ   | Thành tích câu lạc bộ | Thành tích câu lạc bộ | Giải vô địch | Giải vô địch | Cúp                   | Cúp                   | Cúp Liên đoàn | Cúp Liên đoàn | Châu lục | Châu lục  | Khác1   | Khác1     | Tổng cộng | Tổng cộng |
| Câu lạc bộ              | Mùa giải              | Giải vô địch          | Số trận      | Bàn thắng    | Số trận               | Bàn thắng             | Số trận       | Bàn thắng     | Số trận  | Bàn thắng | Số trận | Bàn thắng | Số trận   | Bàn thắng |
| Nhật Bản                | Nhật Bản              | Nhật Bản              | Giải vô địch | Giải vô địch | Cúp Hoàng đế Nhật Bản | Cúp Hoàng đế Nhật Bản | Cúp Liên đoàn | Cúp Liên đoàn | Châu Á   | Châu Á    |         |           | Tổng cộng | Tổng cộng |
| ----------------------- | --------------------- | --------------------- | ------------ | ------------ | --------------------- | --------------------- | ------------- | ------------- | -------- | --------- | ------- | --------- | --------- | --------- |
| Đại học Quản lý Niigata | 2008                  |                       | -            | -            | 1                     | 0                     | -             | -             | -        | -         | -       | -         | 1         | 0         |
| Đại học Quản lý Niigata | Tổng                  | Tổng                  | -            | -            | 1                     | 0                     | -             | -             | -        | -         | -       | -         | 1         | 0         |
| Albirex Niigata         | 2009                  | J1                    | 0            | 0            | 0                     | 0                     | 1             | 0             | -        | -         | -       | -         | 1         | 0         |
| Albirex Niigata         | 2010                  | J1                    | 25           | 0            | 2                     | 0                     | 5             | 0             | -        | -         | -       | -         | 32        | 0         |
| Albirex Niigata         | 2011                  | J1                    | 14           | 0            | 0                     | 0                     | 0             | 0             | -        | -         | -       | -         | 14        | 0         |
| Albirex Niigata         | 2012                  | J1                    | 24           | 0            | 0                     | 0                     | 4             | 0             | -        | -         | -       | -         | 28        | 0         |
| Albirex Niigata         | 2013                  | J1                    | 21           | 0            | 0                     | 0                     | 0             | 0             | -        | -         | -       | -         | 21        | 0         |
| Albirex Niigata         | Tổng                  | Tổng                  | 84           | 0            | 2                     | 0                     | 10            | 0             | -        | -         | -       | -         | 96        | 0         |
| Gamba Osaka             | 2014                  | J1                    | 34           | 0            | 6                     | 0                     | 10            | 0             | -        | -         | -       | -         | 50        | 0         |
| Gamba Osaka             | 2015                  | J1                    | 34           | 0            | 4                     | 0                     | 1             | 0             | 12       | 0         | 4       | 0         | 55        | 0         |
| Gamba Osaka             | 2016                  | J1                    | 34           | 0            | 0                     | 0                     | 1             | 0             | 5        | 0         | 1       | 0         | 41        | 0         |
| Gamba Osaka             | 2017                  | J1                    | 33           | 0            | 2                     | 0                     | 0             | 0             | 6        | 0         | -       | -         | 41        | 0         |
| Gamba Osaka             | 2018                  | J1                    | 29           | 0            | 0                     | 0                     | 3             | 0             | -        | -         | -       | -         | 32        | 0         |
| Gamba Osaka             | Tổng                  | Tổng                  | 164          | 0            | 12                    | 0                     | 15            | 0             | 23       | 0         | 5       | 0         | 219       | 0         |
| Tổng cộng sự nghiệp     | Tổng cộng sự nghiệp   | Tổng cộng sự nghiệp   | 248          | 0            | 15                    | 0                     | 25            | 0             | 23       | 0         | 5       | 0         | 316       | 0         |

1 Bao gồm J. League Championship và Siêu cúp Nhật Bản appearances.

## Danh hiệu
Gamba Osaka
- J. League Division 1 - 2014
- Cúp Hoàng đế Nhật Bản - 2014, 2015
- J. League Cup - 2014
- Siêu cúp Nhật Bản - 2015